# Медаль Нестерова
Медаль Нестерова (рос. медаль Нестерова) — державна нагорода Російської Федерації.

## Історія нагороди
- 2 березня 1994 року указом Президента Російської Федерації Б. Н. Єльцина «Про державні нагороди Російської Федерації»[2] був заснований ряд державних нагород — орденів, медалей та відзнак, серед яких медаль Нестерова.
- Указом Президента Російської Федерації від 7 вересня 2010 року № 1099 «Про заходи щодо вдосконалення державної нагородної системи Російської Федерації»[3] затверджені нині діючі положення та опис медалі.

## Положення про медаль
Медаллю Нестерова нагороджуються військовослужбовці Військово-повітряних сил, авіації інших видів і родів військ Збройних Сил Російської Федерації, Федеральної служби безпеки Російської Федерації і внутрішніх військ Міністерства внутрішніх справ Російської Федерації, льотний склад цивільної авіації та авіаційної промисловості за особисту мужність і відвагу, проявлені при захисті Вітчизни і державних інтересів Російської Федерації, при несенні бойової служби та бойового чергування, при участі в навчаннях і маневрах, за відмінні показники в бойовій підготовці та повітряному вишколі, за особливі заслуги в освоєнні, експлуатації та обслуговуванні авіаційної техніки, високу професійну майстерність літаководіння.

### Порядок носіння
- Медаль Нестерова носиться на лівій стороні грудей і за наявності інших медалей Російської Федерації розташовується після медалі Ушакова.
- При носінні на форменому одязі стрічки медалі Нестерова на планці вона розташовується після стрічки медалі Ушакова.

## Опис медалі
- Медаль Нестерова зі срібла. Вона має форму кола діаметром 32 мм з опуклим бортиком з обох сторін.
- На лицьовій стороні медалі — рельєфне погрудне зображення П. М. Нестерова у військовій формі — кітелі і кашкеті. У верхній частині — рельєфний напис: «ПЕТР НЕСТЕРОВ», у нижній — рельєфне зображення вінка з лаврових гілок.
- На зворотному боці медалі, у верхній частині, — рельєфне зображення емблеми військових льотчиків Росії — двоголового орла з мечем, пропелером і палаючої гранатою, у нижній — номер медалі.
- Медаль за допомогою вушка і кільця з'єднується з п'ятикутною колодкою, обтягнутою шовковою, муаровою стрічкою блакитного кольору з смужками жовтого кольору уздовж країв. Ширина стрічки — 24 мм, ширина смужок — 3 мм.
- При носінні на форменому одязі стрічки медалі Нестерова використовується планка висотою 8 мм, ширина стрічки — 24 мм.